# Regelmatigheidscriterium
Regelmatigheidscriterium is een sportterm die wordt toegepast voor een competitievorm, gespreid over een aantal wedstrijden gedurende een seizoen. Per wedstrijd worden punten toegekend naargelang de behaalde plaats; de winnaar krijgt de meeste punten. De eindwinnaar van het regelmatigheidscriterium is degene is die na afloop de meeste punten heeft behaald. Om te winnen moet men dus zo regelmatig mogelijk presteren, en in zo veel mogelijk wedstrijden zo veel mogelijk punten bij elkaar sprokkelen. Een wedstrijd winnen is daarbij niet noodzakelijk; men kan het klassement ook winnen zonder één enkele wedstrijd te winnen.
In sommige sporten wordt het (wereld)kampioenschap onder de vorm van een regelmatigheidscriterium georganiseerd; dat is bv. zo in vele gemotoriseerde sporten als Formule 1, motorcross of motorraces. In andere sporten zoals wielrennen of de diverse wintersporttakken, wordt het wereldkampioenschap in één wedstrijd beslist en zijn er daarnaast één of meer regelmatigheidscriteriums, zoals de ProTour in het wielrennen (en de voorgangers daarvan: Super Prestige en Wereldbeker wielrennen); de Superprestige veldrijden, DVV Verzekeringen Trofee, en Wereldbeker veldrijden in het veldrijden, of de wereldbeker in de wintersporten en in tal van andere sporttakken (met uitzondering van voetbal).